# Joaquim av Kongo
Joaquim av Kongo, död 1794, var kung av Kongo mellan 1793 och 1794.

## Biografi
Under ett besök av kapucinmunken Raimondo Di Dicomano vid kungens Aleixo av Kongo hov, dör kungen utan att lämna en arvinge. Joaquim, av okänt ursprung och anknytning, övertog tronen under en period men avsattes snart. Efter hans död mötte missionären Raimondo Di Dicomano, som hade skickats för att kröna Aleixos, flera pretendenter som ville att han skulle kröna dem. Den 10 januari 1794 valdes Dom Henrique II till kung och hade komplicerade relationer med missionären, som blev skyddad av Garcia de Água Rosada.